# El Vizcaíno
El Vizcaíno je rozlehlé chráněné území v centrální části Kalifornského poloostrova ve státě Baja California Sur.
V roce 1988 zde byla vyhlášena biosférická rezervace o rozloze větší než 25 000 km². Svojí rozlohou patří El Vizcaíno k největším chráněným územím nejen v Mexiku, ale i na celém americkém kontinentu. Panuje zde velmi suché klima (průměrný roční srážkový úhrn pouze 80 mm), nacházejí se zde ekosystémy pouště, teplomilných rostlinných společenstev, dubových lesů či pobřežních mangrovových porostů.

## Světové dědictví UNESCO

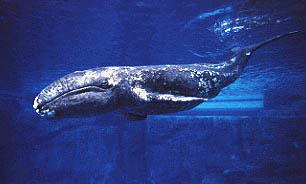
plejtvákovec šedý

V roce 1993 byla část (370 950 ha) biosférické rezervace vyhlášena za lokalitu přírodního dědictví UNESCO pod názvem „velrybí útočiště El Vizcaíno“. Jedná se o dvě laguny na západním pobřeží poloostrova – Laguna de Ojo de Liebre (227 994 ha) a Laguna San Ignacio (142 956 ha). V těchto lagunách jsou ideální podmínky pro reprodukci plejtvákovce šedého. V zimním období se zde vyskytuje 300 až 400 jedinců. Kromě této velryby se zde vyskytují i populace lachtana kalifornského, tuleně obecného či rypouše severního. Místo zároveň domovem několika druhů mořských želv (kareta pravá, kareta obecná, kareta obrovská, kareta zelenavá) a velkého množství mořských ptáků. Zároveň je využíváno jako místo přezimování některými migrujícími ptáky. 